# Скумриеви
Скумриевите (Scombridae) са семейство актиноптери от разред Скумриеподобни (Scombriformes).
Таксонът е описан за пръв път от Константен Самюел Рафинеск през 1815 година.

## Родове
Подсемейство Gasterochismatinae
- Gasterochisma

Подсемейство Scombrinae
- Триб Scombrini
  - Rastrelliger – Индийски скумрии
  - Scomber – Скумрии
- Триб Scomberomorini
  - Acanthocybium – Уаху
  - Grammatorcynus
  - Orcynopsis – Обикновени бонито
  - Scomberomorus
- Триб Sardini
  - Sarda – Паламуди
  - Cybiosarda
  - Gymnosarda
- Триб Thunnini – Риби тон
  - Allothunnus
  - Auxis
  - Euthynnus - Малки тунци
  - Katsuwonus - Ивичести тунци
  - Thunnus - Тунци